# Tech N9ne
Tech N9ne, nome artístico de Aaron Dontez Yates (Kansas City, Missouri, 8 de novembro de 1971), é um rapper estadunidense.
Seu nome artístico é inspirado no nome de uma pistola semiautomática,  TEC-9.

## Carreira
Tech N9ne era um rapper desconhecido, porém talentoso, e o rapper Yukmouth sabia desse talento, foi ele o responsável por colocar Tech N9ne em um patamar onde ele conseguiu ser visto, e todos puderam desfrutar de seu talento, Tech fez parte do grupo musical The Regime, liderado por Yuk; Yukmouth ainda colocou Tech em três faixas de seu primeiro album solo, "Thugged Out: The Albulation" além de acompanhar Yuk em diversos shows em turnês ao redor do mundo.
Tech é dono da Strange Music Records, uma gravadora que possui diversos talentos, incluindo os grupos !MAYDAY! e !MursDay!, os rappers Rittz, Big Scoob, Wrekonize, MURS, entre varios outros, além de Krizz Kaliko, braço direito de Tech N9ne, Kaliko sempre acompanha Tech por todos os shows, conhecidos por fazerem shows bastante enérgicos, levando os fãs a loucura.

## Discografia

### Álbuns de estúdio
- The Calm Before the Storm (1999)
- The Worst (2000)
- Anghellic (2001)
- Absolute Power (2002)
- Everready (The Religion) (2006)
- Misery Loves Kompany (2007)
- Killer (2008)
- Sickology 101 (2009)
- K.O.D. (2009)
- The Gates Mixed Plate (2010)
- All 6's And 7's (2011)
- Welcome to Strangeland (2011)
- Something Else (25 de junho de 2013)
- Strangeulation (2014)
- Special Effects (2015)
- Strangeulation Vol. II (2015)
- The Storm (2016)

### Extended Plays
- The Lost Scripts of K.O.D. (2010)
- Seepage (2010)
- Klusterfuk (2012)
- E.B.A.H. (2012)
- Boiling Point (2012)
- Therapy (2013)